# Coryphella amabilis
Coryphella amabilis (Hirano & Kuzirian, 1991) è un mollusco nudibranchio della famiglia Coryphellidae.